# Salerno Challenger 1992
Il Salerno Challenger 1992 è stato un torneo di tennis facente parte della categoria ATP Challenger Series nell'ambito dell'ATP Challenger Series 1992. Il torneo si è giocato a Salerno in Italia dal 29 giugno al 5 luglio 1992 su campi in terra rossa.

## Vincitori

### Singolare
Gabriel Markus ha battuto in finale  Emilio Benfele Álvarez con il punteggio di 7–6, 6–1

### Doppio
Andrew Kratzmann /  Roger Rasheed hanno battuto in finale  Gabriel Markus /  Daniel Orsanic con il punteggio di 6–4, 6–3